# William Prescott
William Prescott (Groton, 20 febbraio 1726 – 13 ottobre 1795) è stato un ufficiale statunitense. Ha partecipato alla guerra d'indipendenza americana.

## Biografia
William Prescott nacque a Groton (Massachusetts) da Benjamin Prescott (1696-1738) e Abigail Oliver Prescott (1697-1765). Il 13 aprile 1758 sposò Abigail Hale (1733-1821). Nel 1762 ebbero un figlio, anch'egli di nome William.

### Guerra d'indipendenza americana
Nel 1774 nel Massachusetts cominciarono a formarsi compagnie di milizie e Prescott fu fatto colonnello. Prescott guidò 1500 uomini sulle colline Breed's Hill e Bunker Hill, nella penisola di Charlestown, per opporsi all'offensiva inglese, Una leggenda narra che il colonnello Prescott ordinò ai suoi uomini di sparare non appena avessero visto "il bianco degli occhi" dei soldati inglesi.

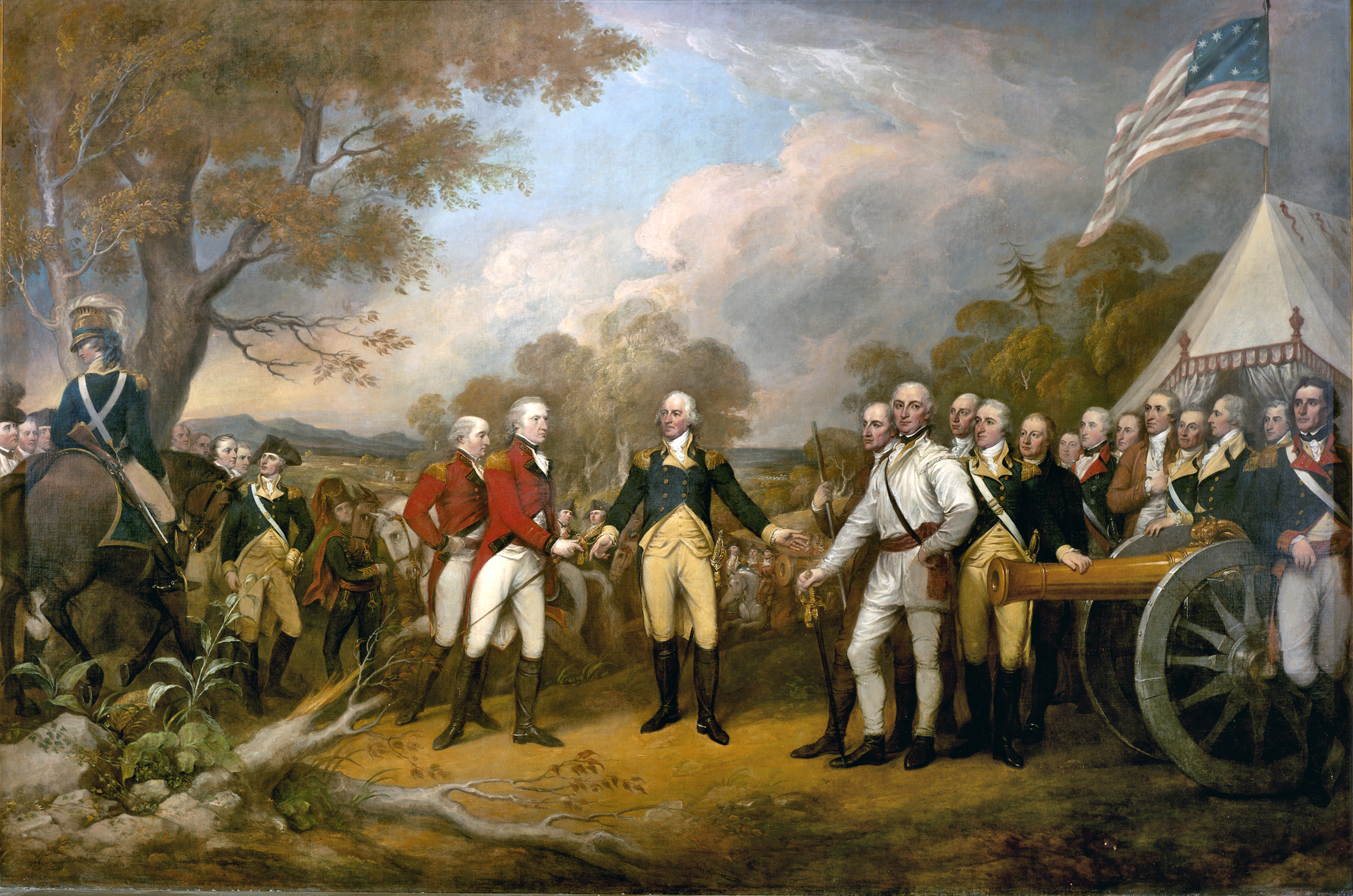
Resa del generale Burgoyne di John Trumbull. Prescott è in piedi sulla destra, vestito in marrone

Quando gli inglesi espugnarono Bunker Hill, Prescott fu uno degli ultimi uomini a lasciare il fortino. Nel tentativo di espugnare la collina gli inglesi, sotto il comando del generale Howe, persero la metà dei loro uomini. Nel 1776 Prescott e il suo reggimento presero parte alla difesa di New York. Anche se sembra che avesse rinunciato al comando del suo reggimento dopo New York, egli è presente nel dipinto di John Trumbull che raffigura la resa del generale John Burgoyne nella campagna di Saratoga, nel 1777.